# Giuseppe Alemanni
Pour les articles homonymes, voir Alemanni.
Giuseppe Alemanni, né vers 1675 et mort en 1739, est un peintre italien baroque.

## Biographie
Giuseppe Alemanni naît à Rome chez les frères de Saint Philippe Néri et y reçoit son éducation. Il commence à réaliser des peintures pour le peintre autrichien Daniel Seiter, mais aucune de ses peintures de cette époque ne subsistent. En 1703, il réalise des peintures de format octogonale dans un couvent de Correggio, avant d'aller à Forlì pour travailler sur une voûte en coupole avec Carlo Cignani et Girolamo Donnini,. Il meurt à Rimini très appréciés de ses élèves.
De 1715 à 1718, Giovan Battista Costa a été son élève,.

## Œuvres
Les tableaux les plus connus de Giuseppe Alemanni incluent à Rimini une Madonna della Concezione et une Assunzione, tandis qu'il laisse à Ferrare un portrait du bienheureux Andrea Conti. Il a cependant aussi peint entre autres une Madonna, un San Giuseppe da Copertino, un San Francesco et une Beata Giovanna (en).
- Immacolata Concezione, huile sur toile, XVIIIe siècle, localisation inconnue[5] ;
- Beato Andrea Conti, huile sur toile, 280 × 190 cm, entre 1710 et 1720, Palazzo dei Diamanti de Ferrare[6].